# Vierbandspanner
De vierbandspanner (Xanthorhoe ferrugata) is een vlinder uit de familie Geometridae, de spanners. De spanwijdte bedraagt tussen de 24 en 27 millimeter. De donkere middenband over de voorvleugel kan zowel zwart zijn als roodbruin.
De vlinder vliegt in twee generaties van half april tot en met september. De vierbandspanner heeft allerlei lage planten als waardplant. De vlinder is in Nederland en België algemeen.
Als de vierbandspanner een roodbruine middenband heeft, is hij makkelijk te verwarren met de bruine vierbandspanner, in een aantal gevallen is zelfs microscopisch bestuderen van de genitaliën nodig om te komen tot een definitieve determinatie.